# Stoszany
Stoszany (biał. Сташаны; ros. Стошаны) – wieś na Białorusi, w obwodzie brzeskim, w rejonie pińskim, w sielsowiecie Nowy Dwór.
Znajduje się tu parafialna cerkiew prawosławna pw. św. Mikołaja Cudotwórcy.

## Historia
Ok. 1220 pod Stoszanami odbyła się bitwa, w której książęta litewscy Skirmunt i Kukowojstys pokonali księcia włodzimierskiego i turowskiego Mścisława, zdobywając tym samym Pińsk. Pamiątką tego wydarzenia są kurhany zwane Poboiszcze.
W dokumencie z 1503 wieś pojawia się od nazwą Toszaniczany.
Dawniej wieś i majątek ziemski. Istniał tu dwór, po którym zachował park oraz kaplica katolicka na cmentarzu.
W dwudziestoleciu międzywojennym leżały w Polsce, w województwie poleskim, w powiecie pińskim, w gminie Łohiszyn. Po II wojnie światowej w granicach Związku Sowieckiego. Od 1991 w niepodległej Białorusi.